# Asperula scabrella
Asperula scabrella är en måreväxtart som beskrevs av Tschern.. Asperula scabrella ingår i släktet färgmåror, och familjen måreväxter. Inga underarter finns listade i Catalogue of Life.